# Curriea brunneistigma
Curriea brunneistigma är en stekelart som beskrevs av Falco 2000. Curriea brunneistigma ingår i släktet Curriea och familjen bracksteklar. Inga underarter finns listade i Catalogue of Life.